# محمد علي سليم
 محمد علي سليم  (مواليد ليبيا 1935) هو رئيس المؤتمر الوطني العام الليبي مؤقتًا لاولى جلساته بحكم كونه أكبر أعضاء المؤتمر الوطني سنًا وقد تسلم السلطة من مصطفى عبد الجليل، حتى تم انتخاب الدكتور محمد يوسف المقريف في 10 أغسطس 2012.
ويشغل سليم مقعد قصر الأخيار، ليبيا في المؤتمر.